# Santa Cruz Luján
Santa Cruz Luján es una localidad del estado mexicano de Durango. Es parte del municipio de Gómez Palacio.

## Demografía
| Gráfica de evolución demográfica |
|                                  |

| Censo | Población |
| ----- | --------- |
| 1960  | 1 035     |
| 1970  | 1 255     |
| 1980  | 1 440     |
| 1990  | 1 382     |
| 2000  | 1 478     |
| 2010  | 1 585     |
| 2020  | 1 562     |